# 1021 Flammario
Az 1021 Flammario (ideiglenes jelöléssel 1924 RG) a Naprendszer kisbolygóövében található aszteroida. Max Wolf fedezte fel 1924. március 11-én, Heidelbergben.